# Angela Hartnett
Angela Maria Hartnett, MBE (nascida em Setembro 1968) é uma chef inglesa. Protegida de Gordon Ramsay, tornou-se famosa pelas suas participações na televisão britânica, foi Chef-Patron em Angela Hartnett no The Connaught em Londres. Atualmente, ela é Chef Patron no restaurante Murano, Cafe Murano em St James's e Covent Garden, Cucina Angelina em Courchevel (França) e co-proprietária da Merchant's Tavern em Shoreditch.

## Biografia
Angela Hartnett nasceu em Kent filha de Patrick Hartnett, um marinheiro irlandês na Marinha Mercante e Giuliana Pesci, filha de imigrantes no País de Gales, naturais de Bardi na Itália. O pai morreu quando Angela tinha apenas oito anos. A mãe, Giuliana, mudou a então jovem família para Upminster, para ficarem mais próximos dos dois pares de avós, e onde foram criados pela avó materna italiana, enquanto Giuliana trabalhava longas horas como janta e babysitter. Aos 18 anos, Hartnett foi para a Itália dutante um ano trabalhar como au pair antes de se formar em História na Universidade de Anglia Ruskin.

### Carreira
Começando relativamente tarde nesta carreira escolhida, aprendeu na prática de trabalho num hotel em Cambridge e depois no restaurante Sandy Lane Hotel nos Barbados.
Em 1994, ela voltou ao Reino Unido e realizou um teste de um dia no primeiro restaurante de Gordon Ramsay, Aubergine. Juntamente com Marcus Wareing, trabalhou seis dias por semana ao lado de Ramsay, ultrapassando as duas semanas previstas por Wareing - Ramsay chamou-lhe cabra ocasionalmente, além do seu nome preferido: Dizzy Lizzy. Apoiou Ramsay em Zafferano e L'Oranger, juntando-se a Wareing como seu sous chef em Petrus. Depois de lançar Amaryllis na Escócia com David Dempsey em 2001, Hartnett colaborou também no lançamento do Verre de Gordon Ramsay no Dubai.
Em 2003, Hartnett ganhou o 'Best Newcomer Award' e o BMW Best New Restaurant Award da Square Meal Guides para os dois restaurantes do The Connaught. Em 2004, ela adquiriu a sua primeira estrela Michelin. No Ano Novo de 2007, recebeu um MBE pelos seus serviços na indústria hospitaleira.  Ainda em 2007, inaugurou o Cielo, um restaurante do Grupo Ramsay em Boca Raton, Florida. Começou em televisão na primeira série de Hell's Kitchen da ITV1.  Em 2015, Angela participou no episódio final e supervisionou o desafio final do MasterChef UK.
Em 2020, Hartnett formou com Bavin e Mary Berry o painel do juri no reality show de culinária da BBC One, Best Home Cook, substituindo o juiz da série um, Dan Doherty.